# Valli Trapanesi
Valli Trapanesi (DOP) è un olio di oliva a Denominazione di origine protetta, che si produce in provincia di Trapani.

## Territorio
Le colture devono essere ricomprese nei territori dei comuni di Trapani, Alcamo, Buseto Palizzolo, Calatafimi, Castellammare del Golfo, Custonaci, Erice, Gibellina, Marsala, Mazara del Vallo, Paceco, Petrosino, Poggioreale, Salemi, San Vito Lo Capo, Valderice, Vita, Castelvetrano 

## Varietà
Deve essere prodotto almeno con 80 % di olive Cerasuola e Nocellara del Belice (da soli o congiuntamente).